# Chiesa di San Basilio (Roma)

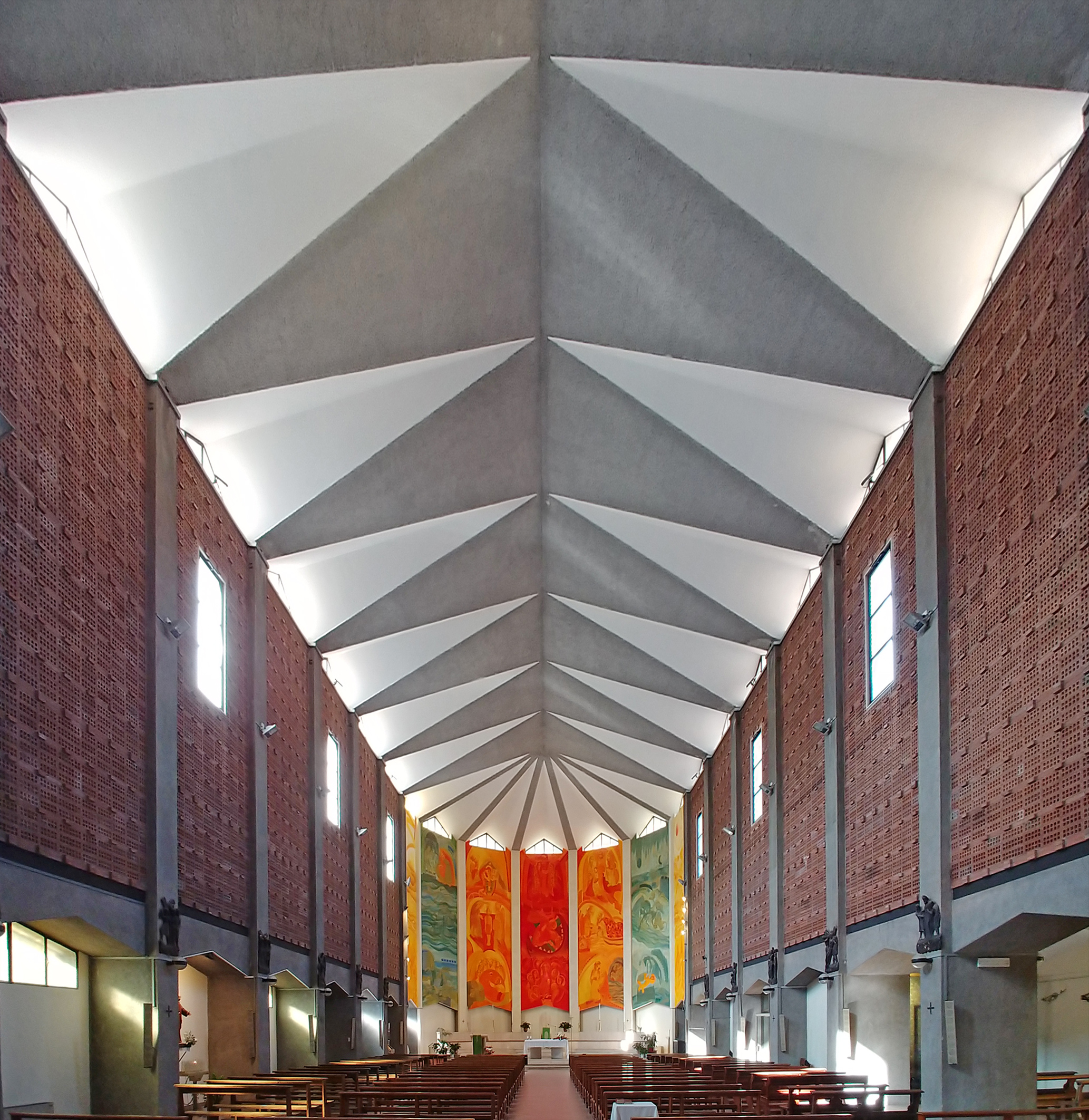
Interno

La chiesa di San Basilio è un luogo di culto cattolico di Roma, sede dell'omonima parrocchia, nel quartiere San Basilio, in piazzale Recanati.

## Storia
Essa fu costruita su progetto dell'architetto Augusto Baccin e consacrata dal cardinale Luigi Traglia il 22 dicembre 1963.
La chiesa è sede parrocchiale, istituita dal cardinale vicario Clemente Micara il 17 luglio 1954 con il decreto Cum sanctissimus. La chiesa è stata affidata al clero della diocesi di Bergamo fino all'agosto 2010. Dal primo settembre 2010 è tornata sotto la custodia della diocesi di Roma.
La chiesa fu visitata da papa Giovanni XXIII nel marzo 1963 e da papa Giovanni Paolo II l'11 marzo 1979.

## Descrizione
La chiesa, cui si accede da una breve scalinata, è preceduta da un giardino, ove è posta una statua di Papa Giovanni XXIII, collocata nel 1986, opera di Stefano Locatelli (fratello dei pittori Romualdo e Raffaello Locatelli) in ricordo della visita che il pontefice fece alla parrocchia il 31 marzo 1963, quando l'edificio era ancora in costruzione: tale evento è menzionato anche da una lapide all'ingresso dell'edificio sacro.
La facciata, in mattoni rossi, è scandita da due fasce verticali che la slanciano verso l'alto. Sopra il portale d'ingresso in travertino è murato un mosaico riproducente il volto del teologo del IV secolo san Basilio Magno cui è dedicata la chiesa.
Al suo interno essa si presenta in forme molto semplici, con l'utilizzo alternato e sapiente di mattoni di argilla rossa e cemento. È ad un'unica navata con nicchie laterali e piccole finestre triangolari sulla parte alta delle pareti, da cui penetra una debole luce che crea un'atmosfera soffusa di raccoglimento, molto simile ad una chiesa romanica. Sul lato sinistro dell'aula liturgica è una icona raffigurante il santo titolare, affiancata da due statue devozionali di santi. L'abside poligonale è stata affrescata nel 2020 dal Centro Aletti con sette pannelli ispirati all'Esamerone di Basilio Magno.
L'edificio fu costruito accanto ad una vecchia torre medievale, oggi inserita nell'annesso complesso parrocchiale.